# Angelina National Forest
Der Angelina National Forest ist ein im östlichen Texas gelegener National Forest. Mit einer Fläche von 619,9 km² ist es das kleinste der vier Bundeswälder in Texas. Wie alle National Forests ist er im Bundesbesitz und wird intensiv forstwirtschaftlich genutzt.
Innerhalb des Wirtschaftswaldes gibt es diverse Freizeit- und Erholungsangebote. So gibt es vielfältige Wander- und Campingmöglichkeiten. Auf dem Stausee der Sam-Rayburn-Talsperre, an den das Gebiet grenzt, können zudem verschiedenste Wassersportaktivitäten ausgeübt werden.

## Flora und Fauna
Das Gebiet zeichnet sich durch milde Sommer und Winter aus. Prägende Baumart des Waldes sind verschiedene Kiefernarten. Während im nördlichen Teil Fichtenkiefer und Weihrauch-Kiefer dominieren, kommen im südlichen Waldgebiet hauptsächlich Sumpf-Kiefern vor.
Im Wald kommen über hundert Tierarten vor. Er bietet so unter anderem dem bedrohten Kokardenspecht eine Heimat. Die größte dort heimische Säugetierart ist der Weißwedelhirsch.

## Wilderness Areas
Zum Angelina National Forest gehören zwei Totalreservate, die als Wilderness Area gewidmet sind:
- Turkey Hill Wilderness
- Upland Island Wilderness

## Geschichte
Archäologische Funde belegen die erste menschliche Besiedlung des Gebietes auf ca. 6.000 Jahre vor Christus. Die Ausgrabungen wurden vom U.S. Forest Service durchgeführt, bevor die Sam-Rayburn-Talsperre erbaut wurde.
Im Jahr 1936 wurde die Verwaltung der Bundeswälder in Texas durch National Forests neu geordnet. Zusammen mit dem Angelina National Forest wurden auch die drei anderen texanischen National Forests, der   Davy Crockett National Forests, der Sam Houston National Forests und der Sabine National Forests eingerichtet.

## Bilder

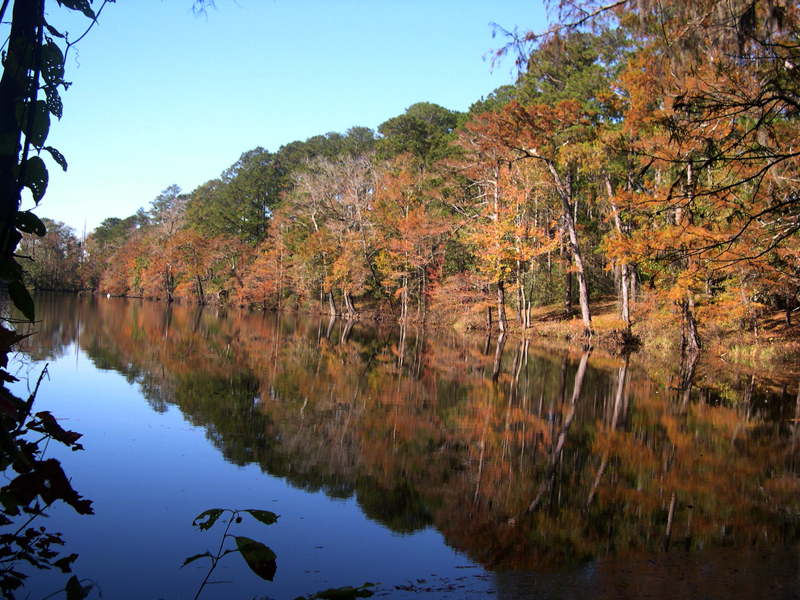
Der Bouton Lake im Angelina National Forest
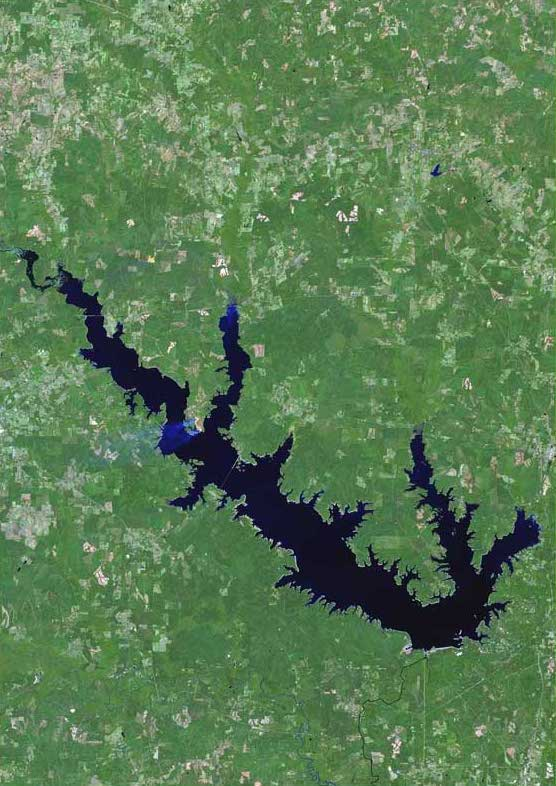
Luftbild der Seenlandschaft der Sam-Rayburn-Talsperre
- Karte des Schutzgebietes